# Johannesburger Börse

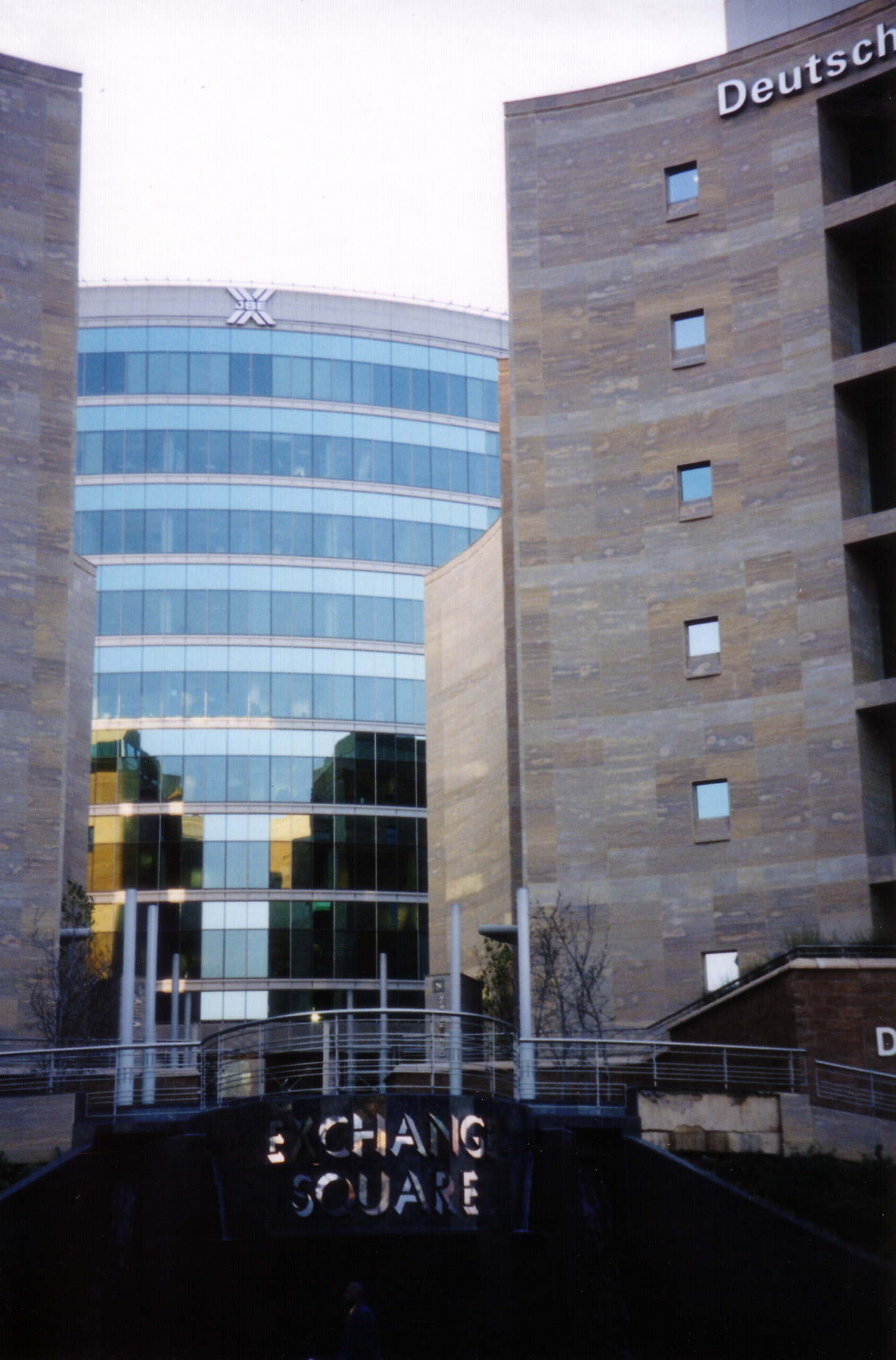
Die Johannesburger Börse

Die Johannesburger Börse (englisch: Johannesburg Stock Exchange, früher Johannesburg Securities Exchange; kurz JSE) ist die größte Börse Afrikas und gilt als eine der zwanzig größten der Welt. Die Johannesburger Börse befindet sich in Johannesburg, im Stadtteil Sandton an der Ecke Maude Street und Gwen Lane. Die Marktkapitalisierung der 362 an der Börse gelisteten Unternehmen betrug im August 2017 1.140 Milliarden US-Dollar.

## Geschichte
Die Entdeckung von Gold in Witwatersrand 1886 führte zur Gründung vieler Bergbauunternehmen und Finanzdienstleistern, wodurch bald der Bedarf für eine Börse stieg. Die Johannesburg Exchange & Chambers Company wurde vom Londoner Geschäftsmann Benjamin Minors Woollan gegründet, woraus am 8. November 1887 der JSE entstand. Über die Jahre zog die Börse oft um und musste wegen Platzmangels auch manchmal auf der Straße handeln. 

## Indizes
Leitindex der Johannesburger Börse ist der FTSE/JSE All-Share Index. Darüber hinaus bildet der FTSE/JSE Top 40 Index die 40 größten Werte ab.

## Mitgliedschaften
- 1963 wurde sie Mitglied der Federation International Bourses de Valeurs (FIBV).

- African Securities Exchanges Association
- Sustainable Stock Exchanges Initiative